# Arevatsag
Arevatsag là một đô thị thuộc tỉnh Lori, Armenia. Dân số ước tính năm 2011 là 675 người.